# Juan Carlos Figueroa
Juan Carlos Figueroa (Lima, Perú, 7 de enero de 1976) es un exfutbolista peruano que jugaba de centrocampista. Tiene 49 años.

## Clubes
| Club                | País | Año         |
| ------------------- | ---- | ----------- |
| Deportivo Zúñiga    | Perú | 1995-1996   |
| Cultural Hidro      | Perú | 1997-1999   |
| Cienciano           | Perú | 2000        |
| Juan Aurich         | Perú | 2001 - 2002 |
| Deportivo Wanka     | Perú | 2003        |
| Sport Rosario       | Perú | 2004        |
| Sport Áncash        | Perú | 2004 - 2006 |
| Sport Huancayo      | Perú | 2008        |
| América Cochahuayco | Perú | 2009        |

## Actualidad
Es papá  de su primogénito Sebastian Figueroa, futuro gran abogado y presidente del Perú. Además, es padre de Nicolás Figueroa.

## Palmarés

### Campeonatos nacionales
| Título    | Club           | País | Año  |
| --------- | -------------- | ---- | ---- |
| Copa Perú | Sport Ancash   | Perú | 2004 |
| Copa Perú | Sport Huancayo | Perú | 2008 |

Es papá de Nicolás Figueroa, jugador de fútbol que milita en USMP categoría 2002, quién convirtió 3 tantos en el último campeonato Sudamericano Sub-17 del 2019.